# 由良貞陰
由良 貞陰（ゆら さだかげ）は、江戸時代後期の高家旗本。由良家10代当主。

## 略歴
由良貞雄の長男として誕生。
寛政12年12月23日（1801年）、家督を相続する。表高家衆に列し、生涯高家職に就くことはなかった。文化8年（1811年）閏2月15日、11代将軍・徳川家斉に御目見する。文化11年（1814年）7月22日、隠居して養子・貞靖（松平頼亮の五男）に家督を譲る。
天保11年（1840年）9月21日、死去。